# Lake Hart
Lake Hart is een plaats (census-designated place) in de Amerikaanse staat Florida, en valt bestuurlijk gezien onder Orange County.

## Demografie
Bij de volkstelling in 2000 werd het aantal inwoners vastgesteld op 557.

## Geografie
Volgens het United States Census Bureau beslaat de plaats een oppervlakte van
4,8 km², waarvan 3,5 km² land en 1,3 km² water.

## Plaatsen in de nabije omgeving
De onderstaande figuur toont nabijgelegen plaatsen in een straal van 16 km rond Lake Hart.